# سارای‌جیک (گوموش‌حاجی‌کوی)
سارای‌جیک (به ترکی استانبولی: Saraycık) یک منطقهٔ مسکونی در ترکیه است که در گوموش‌حاجی‌کوی واقع شده‌است.